# Taja Bodlaj
Taja Bodlaj (geboren am 29. Mai 2006) ist eine slowenische Skispringerin.

## Werdegang
Taja Bodlaj trat ab 2021 in ersten internationalen Wettbewerben unter dem Dach der Fédération Internationale de Ski im Skisprung-Alpencup sowie im FIS Cup in Erscheinung. Im Winter 2021/22 erreichte sie am 18. Dezember 2021 in Seefeld in Tirol und am 5. Februar 2022 in Predazzo ihre ersten beiden Einzelsiege im Alpencup.
Am 12. Februar 2022 gab sie in Brotterode ihr Debüt im Skisprung-Continental-Cup im Rahmen der Saison 2021/22. Mit einem achten Platz erreichte sie dabei sogleich ihre ersten Punkte und am darauffolgenden Tag an gleicher Stelle mit einem dritten Platz hinter Nika Prevc und Jerneja Brecl ihre erste Podiumsplatzierung in dieser Wettbewerbsserie.
Bei den Nordischen Junioren-Skiweltmeisterschaften 2022 gewann sie im Einzelspringen hinter Nika Prevc und vor Alexandria Loutitt die Silbermedaille. Im Teamspringen wurde Taja Bodlaj gemeinsam mit Jerneja Repinc Zupančič, Lara Logar und Nika Prevc Juniorenweltmeisterin, während sie im Mixed-Teamwettbewerb mit Prevc, Marcel Stržinar und Maksim Bartolj wie im Einzel Vizeweltmeisterin wurde. 

## Statistik

### Weltcup-Platzierungen
| Saison  | Platz | Punkte |
| ------- | ----- | ------ |
| 2023/24 | 34.   | 057    |
| 2024/25 | 30.   | 088    |

### Grand-Prix-Platzierungen
| Saison | Platz | Punkte |
| ------ | ----- | ------ |
| 2022   | 23.   | 055    |
| 2023   | 48.   | 016    |

### Intercontinental-Cup-Platzierungen
| Saison  | Platz | Punkte |
| ------- | ----- | ------ |
| 2024/25 | 75.   | 057    |

### Continental-Cup-Platzierungen
| Saison  | Platz | Punkte |
| ------- | ----- | ------ |
| 2021/22 | 40.   | 092    |
| 2022/23 | 21.   | 145    |